# サウンドハウス
株式会社サウンドハウス（英語: Sound House Inc.）は、千葉県成田市にある、業務用音響機器、楽器、舞台照明機器の輸出入及び販売を手がける通信販売会社。1993年創立、1994年に設立。通称、音家（おとや）。

## 概要
日本国内における音響照明機器の通信販売大手企業である。また、同社の売り上げの約7割を通信販売が占めている。JBL、AKGなど多数の国内正規輸入代理店を務めている。
音響機器を取り扱うClassic Pro（クラシック・プロ）や、楽器を扱うPLAYTECH（プレイテック）、照明機材を扱うSTAGE EVOLUTION（ステージ・エボリューション）といった独自ブランドも展開している。これらブランドは、明示されてはいないが実質いわゆる「自社ブランド」であり、メーカーからのOEMである。
持株会社は株式会社ハウスホールディングスであり、関連会社に、印刷業を展開する株式会社プレスハウスや、「大和の湯」を経営する株式会社フィットネスハウスなどがある。

## 歴史
1993年2月、中島尚彦により創業。
2009年1月、千葉県成田市に東日本向けの物流センターを設立。2013年1月、徳島県小松島市に西日本向けの物流センターを設立。
2017年、物流業務を担うロジハウスと、ソフトウェア開発を担うネットハウスの関連会社2社を吸収合併した。
2021年、徳島県小松島市にあるミリカホールの命名権を取得し、4月16日より「サウンドハウスホール」の愛称が用いられている。
2022年、宮城県牡鹿郡女川町にある女川町立女川中学校の旧校舎を9669万円で購入した。校舎は物流拠点のみならず、子ども向けの無料音楽教室として利用される予定であり、創業者の中島は「女川を音楽の街にしたい」と語った。

## 同社を巡る紛争
2008年4月3日、中国から行われたSQLインジェクションによるサイバーテロによって、延べ97,500名分の個人情報が流出したことを公表した。そのうち、クレジットカード情報が含まれていたのは27,743名分だった。当時サウンドハウスが加盟していたクレジットカード会社のJCBは、カードの不正利用が発覚したユーザーに対して個人情報が流出した旨を連絡する一方で、漏洩した事実を公表するタイミングについては「顧客からの問い合わせの対応に準備が必要」という方針を示したため、流出が発覚した3月21日から2週間遅らせた4月3日に、事件が発生したことを公表した。その後ユーザーからの問い合わせが殺到したため、2週間後の4月18日、この事件の経過をまとめたプレスリリースを公表した。しかし、その報告書の内容にJCBが不満を示し、一方的に加盟店契約を解除された。2015年9月1日、PCI DSSの認証を受けるなどセキュリティを強化したとして、Visa及びマスターカードと契約し、クレジットカード決済を再開させた。なお、2022年6月1日に再びJCBと契約した。
2009年、成田市にある中台運動公園の命名権を取得し、「サウンドハウス・スポーツセンター」として、2013年度（2014年3月末）までの5年3500万円で契約を結んだ。しかし、2010年11月に開催されたマラソン大会の行事パンフレットで、命名権上の名称のみを記載すべきところを正式名も併記してしまったことで、2011年に成田市に対し契約違反があったと指摘。契約期間3年を残し、2010年度（2011年3月末）をもって契約を破棄した。
2014年11月13日、楽天市場での代金の支払いに銀行振込を利用する際の振込先が楽天銀行の口座に一本化されたことを受け、「楽天が自社グループの利益のみを追い求め、出店している店舗に対して一方的にこのような暴挙を行っている」と批判し、11月19日に楽天市場からの撤退を表明した。

## 天ノ譜ステラ
サウンドハウス公認VTuber、同社のサイト内で長年マスコット的キャラクターとして描かれていた「サウンドハウスお姉さん」の衣装に身を包んだ美少女VTuberである。
2023年4月14日にYouTubeチャンネルを開設。
同月18日にサウンドハウス公認VTuberとして名前とデザインを公開、同月20日に初のライブ配信をYouTubeにて開始した。
チャンネル運営そのものには同社は関わっていないとされている。